# 伊藤吏玖
伊藤 吏玖（いとう りく、2001年11月14日 - ）は、日本の男子バレーボール選手である。

## 来歴
東京都調布市出身。
駿台学園高等学校を経て、2020年、早稲田大学に進学。同大学在籍時にチームは全日本大学選手権大会（全日本インカレ）で3度優勝した。4年時は副将を務めた。
2023-24シーズン、V.LEAGUE DIVISION1 MEN（V1男子）に所属する東京グレートベアーズと新規選手契約を締結した。内定選手としてV1男子の試合に出場し、Vリーグデビューを果たした。
2025年、日本代表に初選出された。

## 球歴
- 日本代表 （2025年-）

## 所属チーム
- 駿台学園高等学校（2017-2020年）
- 早稲田大学（2020-2024年）
- 東京グレートベアーズ（2024年-）